# Атанас Гарвалов
Атанас Гарвалов е първият българин, кмет на Русе (15 февруари 1878 – 1 януари 1879).
Той е председател на временното общинско управление, наречено „Градски управителен съвет“, в което са още Ахмед Хамди – член и Иван Данев – секретар.
По-важните задачи, с които се занимава русенското общинско управление в първите месеци след Освобождението са:
- Поправяне на разрушенията от бомбардировките по време на войната;
- Осигуряване на медицинското обслужване на населението;
- Подпомагане на училищата да започнат учебни занятия.

Изпълнени задачи:
- Открита е градска аптека;
- Сградата на бившия клон на Отоманската банка е преустроен за нуждите на новата българска държавна администрация;
- Във връзка с нарежданията на Временното руско управление общинската управа в Русе извършва разяснителна работа по въвеждането на военна повинност за българското население. Така през есента на 1878 се сформират първите подразделения на Българската земска войска в Русе.